# Лаппер, Элисон
Элисон Лаппер (англ. Alison Lapper, род. 7 апреля 1965, Бертон-апон-Трент, Стаффордшир, Англия) — английская художница, родившаяся без рук. Героиня скульптуры Марка Куинна, которая демонстрировалась на Четвёртом постаменте Трафальгарской площади до конца 2007 года. Элисон Лаппер стала символом человеческой красоты и невероятной жизненной силы.

## Биография
Родилась 7 апреля 1965 года в Бертон-апон-Трент в графстве Стаффордшир в Англии. Из-за препарата, который прописывали беременным, Элисон родилась без рук и с короткими ногами. Рисовать начала в три года, удерживая кисть ногами, а затем в зубах. В 2000 году успешно родила ребёнка с помощью кесарева сечения.

## Скульптура Марка Куинна
Скульптор и дизайнер Марк Куинн, покорённый смелостью и женственностью Элисон, изваял её беременной: эту мраморную статую высотой 3,6 метра и весом в 13 тонн установили на Четвёртом постаменте Трафальгарской площади в 2005 году.
В августе 2012 года в Лондоне на церемонии открытия Параолимпийских игр огромная копия этой скульптуры стала центром театрализованного представления.